# Lisnowo
Lisnowo is een plaats in het Poolse district  Grudziądzki, woiwodschap Koejavië-Pommeren. De plaats maakt deel uit van de gemeente Świecie nad Osą en telt 760 inwoners.